# Бой близ замка Лоде
Бой близ замка Лоде — сражение, произошедшее 23 января 1573 года в ходе Ливонской войны между русскими и шведскими войсками около замка Лоде на территории современной Эстонии, окончившееся победой шведских войск.

## Предпосылки
1 января Иван Грозный взял город Пайде, после чего отправился в Новгород, оставив вместо себя Симеона Бекбулатовича и наказав следовать в Ревель. Они взяли Нейгоф и Каркус, после чего подошли к Лоде.

## Битва
О самой битве известно, преимущественно, по «Хронике провинции Ливония» Бальтазара Руссова:
Когда великий князь московский взял и прочно занял замок Виттенштейн, то разделил своё войско на три части. С одною частью вместе с артиллерией, перевозимой не лошадьми, а стрельцами, он пошёл в Россию и несколько времени спокойно пробыл в Новгороде; другую часть он послал к замку Карксу, принадлежавшему также шведам, взял этот замок после страшной пальбы и затем передал его герцогу Магнусу гольштейнскому.
Третью часть войска он послал в Вик, чтобы опустошить земли около Габсаля, Лоде и Леаля и взять также эти замки угрозами и страхом. Но шведы твёрдо держались в упомянутых замках и не обращали внимания на ужасную пальбу московита. Этот отряд, по Божьему соизволению, претерпел отличнейшие убытки в Вике. Потому что Клаус Акезен, достаточно долго сносивший с горестью неистовства московита и упрашиваемый бюргерами, наконец храбро выступил со своим войском, не таким сильным однако, как раньше, искать неприятеля. Встретивши недалеко от Лоде русских, он послал вперёд свой авангард, состоявший большею частью из ливонцев; когда же последние напали на отряд русских и за превосходством русских не могли или не хотели вернуться к шведскому войску, то обратились в бегство и тем уменьшили и ещё более ослабили шведский отряд. Они побежали, кто в Ревель, кто в Парнов, кто в Фикель, кто в Лоде, и везде распространили дурную весть, что шведы разбиты. Этою вестию были глубоко опечалены все христианские души в упомянутых местах, а особенно в Ревеле, и эта весть и печаль продолжалась два дня; затем Господь послал лучший слух, именно, что маленький шведский отряд, всего не более 600 всадников и 100 (1000) кнехтов победили более 16000 русских, 7000 убили, остальных обратили в бегство, две мили гнались за ними и отняли у них весь обоз, около 1000 саней, нагруженных всякими припасами и добычею. Этому снова все очень обрадовались. Битва произошла при Лоде 1573 г., 23-го января.
Когда шведы побили неприятеля и разделили добычу, то с большими почестями и богатой добычей вернулись домой и привели в город Ревель более 1000 московитских валлахов (коней). Тогда лошади были очень дёшевы в Ревеле и не считались редкостью собольи и куньи шубы, а также русские деньги и украшения. Шведские кнехты ежедневно приносили на ревельский рынок на продажу много вещей, взятых в добычу.

Из этого видно, что с русскими можно вести дело, если есть только немного серьёзности и стойкости против них. Московит совсем не так страшен, как воображают и рассказывают о нём многие и высокого, и низкого происхождения. Он во всю жизнь не победил в сражении 3000 немцев, если только они сопротивлялись; но конечно если немцы без нужды убегают, то ему хорошо гнаться за ними. Потому что когда Клаус Акезен с немногими людьми стал против, то московит и пропал. В этой битве пало также несколько шведов, как то Яспер (Каспар) Ларсен и Яспер Нильсен, шведские ротмистры, Вольмар Бракель, прапорщик, Лудвиг Дуве из Шенгофа, Юрген Фифгузен, Герман Анреп, Михель Шлойер, гауптман ревельских кнехтов, и много других дворян и хороших гезелей. Тогда господин Клаус Акезен с триумфом вошёл в Ревель и велел везти перед собою много московитских знамён и московитских полевых орудий.
В Разрядной книге за 7081 год присутствует упоминание об этой битве:
И государя царя и великого князя у воевод с немецкими людьми дело было под городом под Коловертью, и тогды государевых воевод побили и убили на бою государева боярина князя Ивана Ондреевича Шуйсково, а князя Ивана Фёдоровича Мстисловского да Михаила Яковлевича Морозова ранили, и дворян и детей боярских и стрельцов многих побили.

И с тово бою отъехал шурин государев князь Олександр Сибекович Черкаской к немцом и сказал в немецких полкех Кляусу, немецкому воеводе, что бутто государевы многие люди побежали. И Кляус, королевской думчей, пришол на государевых бояр и воевод, и побили государевых людей.

## Последствия
Поражение сыграло определённую роль в ходе войны. В частности, Иван Грозный написал миролюбивое письмо к королю Швеции с предложением приостановить военные действия до встречи послов. Однако, по мнению историков, основным поводом для этого шага было не поражение в битве, а мятеж черемисов в Казанской области, который потребовал переброски войск. К тому же боевые действия не остановились — русские войска под командованием воеводы Михайлы Безнина успешно действовали под Ревелем.